# Bubakan (Tulakan)
Bubakan is een bestuurslaag in het regentschap Pacitan van de provincie Oost-Java, Indonesië. Bubakan telt 4143 inwoners (volkstelling 2010).